# Descendants des rois de France
 (octobre 2021).
Si vous disposez d'ouvrages ou d'articles de référence ou si vous connaissez des sites web de qualité traitant du thème abordé ici, merci de compléter l'article en donnant les références utiles à sa vérifiabilité et en les liant à la section « Notes et références ».
Les descendants des rois de France, légitimes ou non, représenteraient aujourd'hui plus de 200 personnes vivantes, dont une centaine dans les branches ainées Bourbon, une cinquantaine dans les branches cadettes Orléans, et quelques dizaines dans les branches illégitimes.

## La descendance en ligne masculine et légitime des rois de France
On peut estimer à environ 6 500 à travers l'histoire le nombre de personnes (mortes et vivantes) issues en ligne masculine et légitime d'Hugues Capet. La descendance subsistante se répartit entre les branches ainées Bourbon et les branches cadettes Orléans.

### Bourbons-Anjou ou Bourbons d'Espagne
La maison de Bourbon-Anjou est fondée en 1700, lorsque le duc d'Anjou Philippe de France devient roi des Espagnes et des Indes sous le nom de Philippe V. Philippe de France est le petit-fils de Louis XIV, roi de France et de Navarre entre 1643 et 1715. À la suite de l'extinction de la branche aînée, issue du père de Louis XV en 1883, la maison de Bourbon-Anjou devient la nouvelle branche aînée des Bourbons et donc des Capétiens en succession légitime.
Par trois fois les Bourbons d'Espagne vont perdre leur couronne : en 1808 durant les guerres napoléoniennes (restaurés en 1813), en 1868 (restaurés en 1874) et enfin en 1931. La maison est à nouveau maison royale d'Espagne depuis 1975 et la montée sur le trône de Juan Carlos Ier. L'actuel chef de la famille royale espagnole est Philippe VI, roi d'Espagne.
Le chef de la maison de Bourbon est depuis 1989 Louis de Bourbon, aîné des Capétiens et à ce titre considéré par les légitimistes, héritier de la couronne de France, il porterait alors le nom de « Louis XX »,.

### Bourbons-Siciles
La maison de Bourbon-Siciles est une branche cadette des Bourbons d'Espagne, fondée en 1734 à la suite de la reconquête des deux Siciles par l'infant Charles — fils cadet de Philippe V, qui avait été spolié de ces royaumes au profit des Savoie et des Habsbourg par les Traités d'Utrecht (1713). C'est cependant Charles qui devient roi de Sicile et de Naples, mais vingt-cinq ans plus tard, il laisse les royaumes à son troisième fils Ferdinand de Bourbon, en 1759. Celui-ci va les unifier en 1816 en fondant le royaume des Deux-Siciles, qui sera toutefois reconquis et annexé par les Savoie en 1861.
Cette branche est aujourd’hui représentée par le prince Pierre de Bourbon-Siciles, qui revendique, la qualité de chef de la maison de Bourbon-Siciles et par son cousin, Charles de Bourbon des Deux-Siciles, qui revendique, également, la qualité de seul chef de la maison de Bourbon-Siciles et celle de grand-maître de l'Ordre constantinien.

### Bourbons-Bragance
La maison de Bourbon-Bragance, éteinte depuis 2008 (1979 pour les mâles) était une branche cadette de la maison de Bourbon en Espagne. Elle trouve son origine dans le mariage royal organisé par le roi Charles III d'Espagne et la reine Marie Ire du Portugal en 1785 entre l'infant d'Espagne Gabriel de Bourbon (1752-1788) et l'infante de Portugal Marie de Bragance (1768-1788).

### Bourbons-Parme
- La maison de Bourbon-Parme est une branche cadette des Bourbons d'Espagne fondée en 1748 à la suite de la guerre de Succession d'Autriche. Philippe de Bourbon, fils de Philippe V, devient duc de Parme et Plaisance sous le nom de Philippe Ier.

Le chef de famille est, depuis 2010, Charles de Bourbon-Parme, prétendant aux trônes de Parme et Plaisance sous le nom de « Charles V ». Il est aussi prétendant carliste au trône d'Espagne.
- Les Nassau

La maison de Nassau est le nom donné à la maison de Bourbon-Parme au Luxembourg depuis le mariage en 1919 de Félix de Bourbon-Parme avec la grande-duchesse Charlotte. Elle est depuis 1964 et l'accession au trône du grand-duc Jean la maison souveraine du grand-duché. Son chef actuel est Henri, grand-duc.

### Orléans
- les Orléans (prétendante orléaniste à la couronne de France)

La maison d'Orléans (quatrième à porter ce nom) est fondée en 1661 lorsque Louis XIV fait son frère cadet, Philippe de France, duc d'Orléans. Philippe est fils de Louis XIII, roi de France dont descend la famille. De 1830 à 1848, Louis-Philippe Ier est roi des Français.
Le chef de famille est, depuis 2019, Jean d'Orléans, prétendant orléaniste à la couronne de France sous le nom de « Jean IV ».
- les Orléans-Bragance, branche cadette de la maison d'Orléans et prétendante à la couronne du Brésil (prétendance disputée entre les deux rameaux rivaux composant cette branche : le rameau aîné, dit « de Petrópolis », et le rameau cadet, dit « de Vassouras »).

La maison est fondée en 1864 par le mariage entre Gaston d'Orléans, petit-fils de Louis-Philippe Ier, et Isabelle du Brésil.
Le chef actuel de la branche de Petrópolis est Pedro Carlos d'Orléans-Bragance, prétendant à la couronne du Brésil sous le nom de « Pierre V » ; tandis que le chef de la branche de Vassouras est Luiz d'Orléans-Bragance, prétendant à la couronne du Brésil sous le nom de « Louis Ier ».

## La descendance en ligne masculine et illégitime[2],[5]des rois de France

### Bourbons de Busset et de Châlus
- Maison de Bourbon Busset

### Carpentier, Bourbon branche aînée issue de la seconde maison d'Artois
En 2022, dans le cadre de la consultation d’un patient octogénaire, le docteur Jan-Cédric Hansen, du centre de gérontologie de Pacy-sur-Eure en Normandie, a découvert que le patient, Monsieur Carpentier et son fils, M. Jean-Philippe Carpentier (avocat et consul honoraire du Grand-Duché du Luxembourg en Normandie,) appartiennent au même haplogroupe R1b1b2a1a1b* (R-Z381*) que trois membres de la descendance de Louis XIII. Ils ont une concordance génétique avec les princes Sixte-Henri et Axel de Bourbon-Parme, et le prince Joao d’Orléans-Bragance, confirmant ainsi qu’ils avaient le même ancêtre direct, probablement Louis XIII. Ils sont indubitablement des descendants directs de Louis XIV, en ligne "agnatique", c'est-à-dire strictement masculine. Le Researchers Enhancing Alzheimer's Diagnostic (READ), une équipe pluridisciplinaire internationale de chercheurs a développé cette découverte dans la Revue de Gériatrie de décembre 2022. 
Un article paru dans "Histoires Royales" en 2023, avait permis de suggérer une origine remontant au XVIIIe ou au XIXe siècle et proposait une liste de rois ou princes possible : Louis, duc de Bourgogne, "Petit Dauphin" (1682-1712) ; Louis XV, roi de France (1710-1774) ; Louis, dauphin de France (1729-1765) ; Louis XVI, roi de France (1754-1793) ; Louis XVIII, roi de France (1755-1824) ; Charles X, roi de France (1757-1836),,, ; Louis-Antoine, duc d’Angoulême (1775-1844) : Charles-Ferdinand, duc de Berry (1778-1820)).
Le 4 juin 2024, lors des Journées Internationales du Marketing Santé organisées par l'Université de Lille et l'EDHEC, le dernier état des travaux du READ a été présentépar le Dr Hansen qui a précisé que la méthode du READ avait permis de déterminer que Monsieur Jean-Philippe Carpentier avait comme ancêtre commun Louis XIII avec les Bourbon-Parme et les Orléans, dont les données issues du séquençage à haut débit de leur ADN Y  sont disponibles puisque publiées dans la littérature scientifique. La congruence génétique et généalogique a, également, permis de situer Monsieur Jean-Philippe Carpentier comme issu de la fratrie Louis XVI, Louis XVIII et Charles X, sans qu'il soit possible de distinguer génétiquement le géniteur de l'ancêtre de Monsieur Carpentier, entre ces trois frères, ni d'estimer une quelconque date de conception.
En l'espèce, le professeur d'histoire, Alan James, du King's College de Londres, a tranché en faveur de Charles X.

### Lancastre
- Issus d'un fils illégitime du roi Jean II de Portugal[16].

### Portugal et Castro
- Issus d'un petit-fils illégitime d'Alphonse de Bragance (l'ancêtre des Bragance, voir ci-dessous). Un rameau cadet des Portugal et Castro, celui des ducs de Lafões (en), porte le nom de Bragance par un mariage en 1853 avec une descendante du roi Pierre II de Portugal.

### Bragance
La deuxième maison de Bragance remonte au prince Alphonse (1377-1461), un fils naturel du roi Jean Ier de Portugal. Elle est donc issue, par les mâles, de la maison d'Aviz, qui descend elle-même de la maison de Bourgogne. Capétienne, la deuxième maison de Bragance est ainsi liée aux rois de France.
La Deuxième maison de Bragance régna sur le Portugal de 1640 à 1853 et sur le Brésil de 1815 à 1889. Depuis 1932, la branche cadette des Bragance bénéficie (en la personne du prétendant « Édouard II » — fils cadet du fils du roi déchu Michel Ier —, puis de son fils l'actuel prétendant « Édouard III » — dom Duarte) du soutien d'anciens partisans des Saxe-Cobourg, à la suite de la mort sans postérité du roi déchu Emmanuel II (dont l'héritier le plus proche, petit-fils de sa grand-tante l'infante Marie-Anne de Portugal (1843-1884), était un prêtre jésuite de nationalité allemande), et ce malgré la loi du bannissement (pt) (promulguée le 19 décembre 1834), par laquelle la reine Marie II avait exclu pour toujours du droit de succéder à la couronne portugaise, son oncle « l'ex-infant Michel (o ex-Infante D. Miguel) » et tous les descendants de celui-ci ;

### Álvares Pereira de Melo
- Ducs de Cadaval, issus d'un autre petit-fils d'Alphonse de Bragance (l'ancêtre des Bragance, voir ci-dessus).

### Sousa Coutinho
- Issus d'un fils illégitime du roi Alphonse III de Portugal.

## Importante consanguinité
Le petit nombre de descendants cognatiques des rois de France, par rapport à un nombre théorique, s'explique par les fréquents mariages entre cousins capétiens entre les XIIe et XXe siècles.
On peut citer quelques exemples de considérable consanguinité chez des descendants des rois de France tels que :
- le roi d’Espagne Alphonse XIII qui, au lieu d'avoir 1 024 ancêtres à la 11e génération, n'en avait que 111 différents ;
- Louis XIV qui descendait 368 fois de Saint Louis (sur un total de 1 159 ancêtres à 12e génération) ;
- les quatre grands-parents du comte de Paris Henri d'Orléans (1908-1999) qui étaient tous des Orléans, tous cousins proches et tous arrière-petits-enfants du roi Louis-Philippe Ier[18].